# 368 Haidea
368 Haidea је астероид главног астероидног појаса са пречником од приближно 69,61 km.
Афел астероида је на удаљености од 3,691 астрономских јединица (АЈ) од Сунца, а перихел на 2,455 АЈ.
Ексцентрицитет орбите износи 0,201, инклинација (нагиб) орбите у односу на раван еклиптике 7,788 степени, а орбитални период износи 1968,115 дана (5,388 година).
Апсолутна магнитуда астероида је 9,93 а геометријски албедо 0,038.
Астероид је откривен 19. маја 1893. године.